# Brombach (Schwäbische Rezat)
Der Brombach ist ein Bach im mittelfränkischen Landkreis Weißenburg-Gunzenhausen, der nach einem rund 17 Kilometer langen, im Wesentlichen ostsüdöstlichen Lauf auf etwa 364 m ü. NHN an der Mäusleinsmühle rezatabwärts von Pleinfeld von links in die Schwäbische Rezat mündet. Der Mittellauf des Brombachs, die von ihm dort zumeist durchflossenen großen Stauseen, sowie der Unterlauf der Baches dienen der Donau-Main-Überleitung, für die über den Altmühlüberleiter Wasser vom Oberlauf der viel wasserreicheren Altmühl in sein Bachsystem überführt wird. Der Brombach fließt unter anderem durch den Großen Brombachsee.

## Etymologie
Der Brombach wurde 1214 erstmals als Bi der Brambach erwähnt. 1310 wurde der Fluss als an der Pramach, im 15. Jahrhundert als Pranpach und 1832 Brambach bezeichnet. Der Flussname bedeutet so viel wie Brombeerstrauch oder auch Dornstrauch.

## Verlauf
Der Bach entspringt im Waldgebiet Sterleite südwestlich des Haundorfer Gemeindeteils Gräfensteinberg. Er fließt in südöstlicher Richtung durch die Feldflur Gansbuck und wird dabei zu einer Reihe von kleinen Weihern gestaut. Nun passiert er den Gemeindeteil Brombach, läuft durch eine landwirtschaftlich genutzte Zone und danach im Waldgewann Mönchhölz. Dort wird er auf seiner rechten Seite von dem aus der Waldflur Reutsumpf kommenden Reutbach gespeist. Er durchfließt das 3,56 Hektar große Naturschutzgebiet Brombachmoor und nimmt westlich der Hühnermühle den Altmühlüberleiter auf. Ab dieser Stelle gilt der Brombach als ein Gewässer I. Ordnung. Kurz danach durchfließt er erst den Kleinen, dann den Großen Brombachsee. Er fließt unterirdisch aus dem Großen Brombachsee ab und speist die Mandlesweiher, eine Kette von Weihern nahe der Mandlesmühle. Dabei verlässt er den ersten Mandlesweiher an dessen Südzipfel und läuft dann südlich der Weiherkette an der Mandlesmühle vorbei. Danach führt sein Lauf nördlich am Heiligenwaldsee entlang. Er unterquert die Gleisanlage der Bahnstrecke Treuchtlingen–Nürnberg, danach die Staatsstraße 2224 und mündet schließlich nordöstlich von Pleinfeld direkt neben der Mäusleinsmühle auf einer Höhe von 364 m ü. NHN von links in die Schwäbische Rezat.

## Einzugsgebiet
Das Einzugsgebiet umfasst – zusammen mit dem des Altmühlüberleiters, der jedoch recht wenig eigenes Einzugsgebiet beiträgt und hauptsächlich von der Altmühl her versorgt wird – insgesamt 67,3 Quadratkilometer. Es erstreckt sich etwa 15,5 Kilometer weit von etwa der B 466 westlich von Gräfensteinberg wenig über dem Ursprung ostsüdostwärts bis zur Mündung an der Mäusleinsmühle von Pleinfeld und hat quer dazu eine Breite durchweg unter 7 Kilometer. Weil die großen Nebenflüsse überwiegend von links kommen, fließt der Brombach näher an der rechten Wasserscheide.
Die linke und nördliche Wasserscheide trennt vom Einzugsgebiet der Fränkischen Rezat, die im westlichen Teil mit ihrem Zufluss Erlbach konkurriert. Dicht jenseits der rechten und südlichen Scheidelinie von der Mündung aufwärts fließt bald und lange der kleinere Buxbach. Ab etwa Langlau ist die zunächst noch südliche Einzugsgebietsgrenze dann Teil der Europäischen Hauptwasserscheide, denn auf der anderen Seite sammelt von nun an der Donauzufluss Altmühl die Niederschläge. Anfangs gibt es jenseits dieses Abschnitts nur wenig große Konkurrenten, erst nach dem Nordknick der Wasserscheide und nachdem diese den Altmühlüberleiter in enger, schlauchähnlicher Kontur umlaufen hat, ist der Altmühlzufluss Laubenzedeler Mühlbach schon nahe an der Nordwestspitze wieder von leidlicher Größe.
Höchste Erhebung ist der Reckenberg nordwestlich des Ortes Igelsbach wenig über der Quelle des gleichnamigen Brombach-Zulaufes, der bis auf 519 m ü. NHN aufragt.

## Zuflüsse
Die Zuflüsse werden bachabwärts mit orographischer Richtungsangabe aufgeführt:
- Reutbach (rechts)
- Altmühlüberleiter (rechts)
- Espangraben (rechts) in den Kleinen Brombachsee
- Röthenhofer Bach (links) in den Kleinen Brombachsee
- Igelsbach (links) über den Igelsbachsee im Brombachsee
- Gänsbach (links) in den Igelsbachsee
- Alter Graben (links) in den Großen Brombachsee
- Weilerbach (links) in die Mandlesweiher

## Karten
- Oberlauf des Brombachs auf: BayernAtlas der Bayerischen Staatsregierung (Hinweise) (Für andere Laufabschnitte bitte den Kartenabschnitt verschieben.)
- Einzugsgebiet des Brombachs auf: Kartendienst Gewässerbewirtschaftung, FGN Bayerisches Landesamt für Umwelt (Hinweise)
- Topographische Karte Bayern 1:50.000, im Einzelblattschnitt die Karten L 6930 Weißenburg in Bayern und (nur für den Mündungszwickel) L 6932 Hiltpoltstein
- Topographische Karte Bayern Nord 1:10.000